# Anderny
 Anderny  es una comuna    y población de Francia, en la región de Lorena, departamento de Meurthe y Mosela, en el distrito de Briey y cantón de Audun-le-Roman.
Está integrada en la Communauté de communes du Pays Audunois .

## Demografía
| 446 | 326 | 288 | 241 | 199 | 222 |
| Para los censos de 1962 a 1999 la población legal corresponde a la población sin duplicidades (Fuente: INSEE [Consultar]) |     |     |     |     |     |